# Санд-Спрингс (Оклахома)
Санд-Спрингс (англ. Sand Springs) — город в округе Талса (преимущественно, и меньшей частью в округах Осейдж и Крик) в штате Оклахома в Соединённых Штатах Америки.
По данным переписи 2020 года, население города составляло 19 тысяч 874 человека, что на 5,1 процента больше, чем показатель зарегистрированный в 2010 году (18 906 жителей).

## История
Город был основан в 1911 году Чарльзом Пейджем, богатым бизнесменом и филантропом из Оклахомы. Сэнд-Спрингс изначально представлял из себя убежище для сирот и вдов. Пейдж помог основать и развить Сэнд-Спрингс как классический город, включающий все компоненты полного сообщества.
В 1911 году, чтобы стимулировать развитие промышленности, Пейдж также построил электростанцию на юго-восточном углу нынешних Мэйн-стрит и Морроу-роуд. Пройдя несколько модернизаций она оставалась единственным источником электроэнергии для города вплоть до 1947 года.
В том же году и с той-же целью Пейдж построил железную дорогу, которая соединила Санд-Спрингс с Талсой.
Санд-Спрингс получил статус города в 1912 году, когда его население насчитывало около 400 человек.

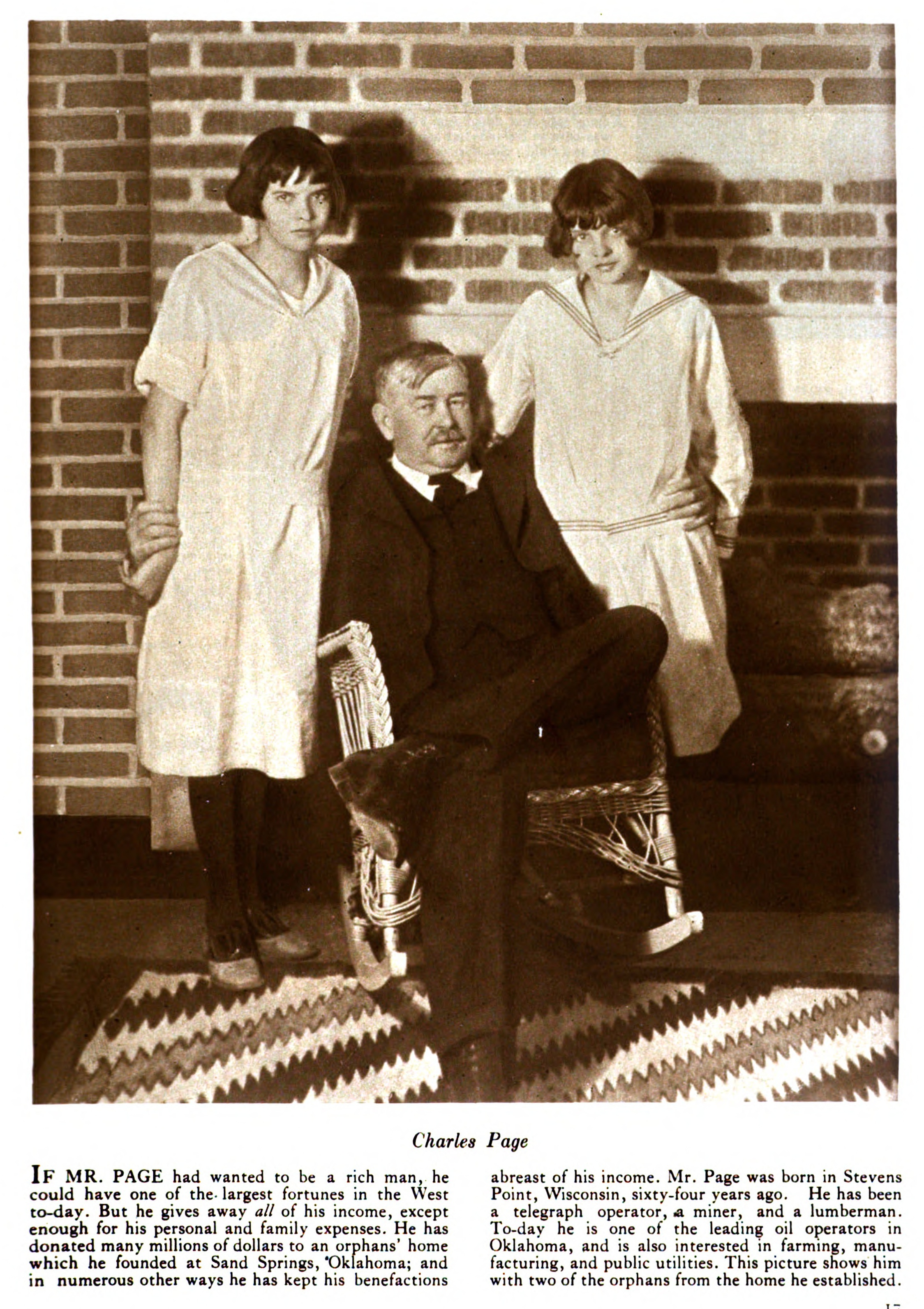
Чарльз Пейдж с сиротами в основанном им детском доме

Со временем, помимо приюта Пейджа, в городе появились и другие медицинские и социальные учреждения, например: санаторий Oakwood Sanitorium для нервных и психических заболеваний, больница Poole Hospital, родильный дом Армии спасения и школа для глухих.
Среди первых компаний обосновавшихся в Санд-Спрингс были, в частности, Kerr Glass Manufacturing; Commander Mills, Kerr, Hubbard and Kelley Lamp, and Chimney; Southwest Box Company; Empire Chandelier Company и Sinclair Prairie Refining Company. Компания Kerr Glass Manufacturing переехала в город из Чикаго в 1913 году; она и компания Alexander H. Kerr, которая производила банки для фруктов, были единственными стекольными компаниями, оставшимися в бизнесе вплоть до середины XX века.
В 1935 году рабочие Commander Mills' протестовали против несоблюдения принятого накануне Национального Закона о трудовых отношениях. Возник полномасштабный конфликт вылившийся, в период с с 5 мая по 4 июля, в массовые драки, одиннадцать взрывов (всего двенадцать попыток, одна бомба не сработала) и четыре перестрелки.
В 1965 году к Санд-Спрингс был присоединён город Праттвилль на южной стороне реки Арканзас, что объясняет большой скачок населения в 1960-х годах.
Основанный Пейджем детский дом в Сэнд-Спрингс всё еще работает, заботясь о детях школьного возраста в семейной обстановке и предлагая программу самостоятельной жизни для выпускников. Учреждение включает «Camp Charles», который представляет собой восьмиакровый лагерь, где дети могут разбить стоянку, приготовить еду, поплавать, покататься на лыжах или на лодках. Семейная деревня Чарльза Пейджа, ранее известная как Колония вдов, предоставляет жильё 110 матерям и их детям без платы за аренду, коммунальные услуги или обслуживание дома.

## География
Расстояние в одну сторону между Санд-Спрингс и Талсой (от центра города до центра города) составляет около 7 миль (11 км).
По данным Бюро переписи населения США, город имеет общую площадь 21,0 квадратных миль (54,3 км2), из которых 18,7 квадратных миль (48,4 км2) — это суша и 2,3 квадратных мили (5,9 км2 или 10,84%) — водная поверхность.